# Thomas Baker (antiquário)
Thomas Baker (Lanchester, Durham, 14 de setembro de 1656 — Londres, 2 de julho de 1740) foi um antiquário e escritor inglês.

## Biografia
Baker era neto do coronel Baker de Crook de Durham, um realista convicto, que ganhou fama na Guerra civil inglesa por sua defesa de Newcastle upon Tyne contra os escoceses. Thomas recebeu sua instrução primária em Durham, e aos dezesseis anos de idade foi matriculado com pensionista no St John's College, Cambridge, junto com seu irmão mais velho George. Foi eleito um estudioso, e posteriormente, em 30 de março de 1680, membro do St John's College.
Baker era um non-juror, sentia-se legalmente vinculado por seus anteriores juramentos de fidelidade a Jaime II e, embora pudesse aceitar Guilherme de Orange como regente, não podia aceitá-lo como rei, e já em 1690 renunciou à reitoria em Longnewton, para onde tinha sido designado por Lorde Crew, bispo de Durham em 1687. Quando Jorge I ascendeu ao trono britânico, uma lei tratou com mais severidade os non-jurors, e em 21 de janeiro de 1716, Baker também foi obrigado a renunciar à sua irmandade.
Baker passou a viver então de uma anuidade de 40 libras deixada por seu pai e conservou o ressentimento dos prejuízos sofridos. Gravou em todos os seus livros, e naqueles que doou à biblioteca do St John's College, socius ejectus, e em outros, rector ejectus. Continuou a residir no College como cidadão-mestre até sua morte súbita em 1740.

## Obras
Todos os seus valiosos livros e manuscritos foram legados à universidade. As únicas obras que publicou foram Reflections on Learning, showing the Insufficiency thereof in its several particulars, in order to evince the usefulness and necessity of Revelation (Londres, 1709-1710) e o prefácio do Funeral Sermon for Margaret, Countess of Richmond and Derby (1708), do Bispo Fisher, ambos sem o seu nome. Suas coleções de manuscritos sobre a história e antiguidades da universidade de Cambridge, totalizando 39 volumes in folio e três in quarto, foram divididos entre o Museu Britânico e a biblioteca pública em Cambridge. O primeiro obtendo vinte e três volumes e a última dezesseis in folio e três in quarto.
A vida de Baker foi escrita por Robert Masters (Cambridge 1784) e por Horace Walpole na edição in quarto de suas obras.

## Publicações
- History of the College of St. John the Evangelist, Cambridge Volumes 1 e 2, reeditado pela Cambridge University Press 2009, ISBN 978-1-108-00367-4